# Final Fantasy (film)
Final Fantasy (Final Fantasy: The Spirits Within) è un film d'animazione del 2001 diretto da Hironobu Sakaguchi e Moto Sakakibara.
Prende il nome da una delle serie di videogiochi di ruolo fantasy più conosciute (v. Final Fantasy), anche se non ripercorre nessuna trama dei capitoli videoludici.
È stato il primo lungometraggio fotorealistico interamente generato in computer grafica e ha avuto il primato del film più costoso ispirato a un videogioco, ma fu un notevole insuccesso commerciale.
La trama rielabora la teoria di Gaia quale pianeta vivente.

## Trama
Nell'anno 2065, la Terra è infestata dai Phantoms, una misteriosa forma di vita aliena che a contatto con gli umani può estrarre, consumare e apparentemente dissolvere la loro anima. Le persone restanti vivono in città protette da barriere sparse nel mondo. In ogni nazione ce n'è una e le città barriera hanno una popolazione di circa 2 000 abitanti: dei 6 miliardi di persone, i sopravvissuti sono una parte minima. La scienziata Aki Ross, perseguitata da sogni ricorrenti, è impegnata nella ricerca insieme al Dr. Cid, suo mentore, di otto forme di vita che secondo la loro teoria possono contenere uno spirito. Questi spiriti, una volta uniti, sarebbero la chiave per annientare i Phantoms. Contagiata anche lei da questi ultimi durante uno dei suoi esperimenti, grazie all'aiuto del "quinto spirito", riesce miracolosamente ad isolare l'infezione temporaneamente. Aki si unisce poi ad una squadra militare chiamata Deep Eyes e capitanata da Gray Edwards, il quale era una volta innamorato di Aki. Oltre a loro due, nel gruppo ci sono: Ryan Whittaker, Neil Fleming e Jane Proudfoot. Aki e Gray, si vedranno costretti ad andare contro la volontà del malvagio generale Hein, impazzito per la morte della moglie e della figlia a causa dei Phantoms, quando questo opta per una soluzione drastica che potrebbe danneggiare o distruggere completamente il pianeta.

### Temi affrontati
Il regista Hironobu Sakaguchi chiamò il personaggio principale Aki, dopo la morte della madre in un incidente avvenuto anni prima la produzione del film. La sua morte permise a Sakaguchi di riflettere su cosa sarebbe accaduto allo spirito della madre dopo la morte, e questi pensieri si ripresentarono quando decise di realizzare la pellicola, prendendo eventualmente alcuni spunti dalla ipotesi di Gaia e dello spirito della Terra. Successivamente, spiegò che il tema che avrebbe voluto affrontare era "più di una complessa idea della vita, della morte e dello spirito", credendo che il miglior modo per rappresentarlo era ambientare il film sulla Terra al contrario di quanto avviene nei videogiochi di Final Fantasy. Dan Mayers sulla rivista Sight & Sound afferma che il film aveva affrontato le stesse tematiche presenti nella serie videoludica: "Un gruppo di eroi lottano per impedire un olocausto globale utilizzando le proprie abilità, acquisendo conoscenza ed esperienza attraverso le sfide dalle quali uscire vittoriosi con maggior amore e rispetto verso sé stessi e i propri compagni".
Livia Monnet scrive nel suo libro Robot Ghosts and Wired Dreams (Fantasmi robot e sogni collegati) che il film ha rivisitato "la nozione della vita nella biologia neovitalista ed evoluzionaria di Lynn Margulis, e nella contemporanea teoria della vita artificiale", e che l'indagine sulla teoria di Gaia ha portato alla formulazione di importanti domande riguardo alla vita e alla morte all'interno del cinema e nei media digitali, come anche nel campo delle scienze biologiche, della cibernetica, della filosofia e della fantascienza.

## Produzione
Il soggetto iniziale scritto da Sakaguchi venne provvisoriamente intitolato Gaia, come riferimento alla teoria di Gaia citata nel film, ma successivamente venne scelto come titolo Final Fantasy: The Spirits Within. A dirigire assieme a Sakaguchi, avrebbe partecipato come co-regista Motonori Sakakibara.
La sceneggiatura del film, prodotto da Jun Aida e Chris Lee, venne scritta da Al Reinert e Jeff Vintar più volte per avvicinarsi all'idea originale di Sakaguchi, soprattutto durante le prime fasi della produzione
Per impersonare il ruolo della protagonista Aki Ross, venne scelta Ming-Na Wen per la sua somiglianza al personaggio. L'attrice, che avrebbe trovato il ruolo tramite il suo consulente, disse che si sentiva di aver nascere con la sua voce la personalità di Aki, trovando però difficoltà nel non aver alcuna controparte costituita da attori veri, ma alla fine il lavoro non durò poco tempo poiché doveva recarsi nello studio "una o due volte al mese per almeno quattro mesi". Il carico del lavoro fu poco pesante, tanto da permettergli di recitare ancora nella serie televisiva ER.
Per la produzione del film, la Square Pictures dovette acquistare quattro server della serie SGI Origin 2000, quattro sistemi Onyx2, e 167 postazioni Octane. Parte della pellicola venne renderizzata in un vasto studio creato dalla Square alle Hawaii, dotandolo di 960 workstations con processore Pentium III da 933 MHz.
I movimenti dei personaggi verreno ripresi tramite la tecnica della motion capture. L'animatore Matthew Hackett disse che tale tecnologia era utile per la maggior parte delle scene, mentre nelle altre gli animatori avrebbero dovuto aggiungere manualmente i movimenti, come ad esempio quelli del viso e delle mani.
Tutti gli sfondi del film vennero disegnati al computer, poiché nessun animatore voleva utilizzare delle fotografie reali.
Sono state necessarie circa 1 327 scene per animare i personaggi digitali, ma il film in sé venne realizzato con 141 964 fotogrammi che richiedevano ciascuno 90 minuti per il rendering. Alla fine, la Square pictures aveva in tutto 15 terabyte di lavori artistici per il film. È stato stimato che il lavoro svolto dalle 200 persone impegnate nel progetto in soli 4 anni, in realtà sarebbe potuto durare più di 120 anni.
Fin dall'inizio era stato deciso che Final Fantasy sarebbe stato filmato interamente in inglese.
Intanto, i costi di produzione superarono il budget prefissato di 70 milioni di dollari e, anche per evitare una riduzione dei salari dei dipendenti, furono stanziati altri fondi che portarono a un costo totale del film di 137 milioni di dollari, di cui 30 per pagare la campagna promozionale e la distribuzione del film da parte della Columbia Pictures, e 45 per la costruzione dello studio alle Hawaii.
Alla fine, il regista Sakaguchi rimase soddisfatto del prodotto finito tanto da affermare che, se avesse avuto la possibilità di modificare alcuni aspetti del film, non avrebbe cambiato niente.

## Colonna sonora
La colonna sonora del film è stata pubblicata su CD il 3 luglio 2001 dalla Sony Music, ed è stata composta da Elliot Goldenthal, scelto direttamente dal regista Hironobu Sakaguchi, che lo ha preferito a Nobuo Uematsu, il compositore di tutte le colonne sonore dei videogiochi di Final Fantasy.
Tracce
1. The Spirits Within - 2:05
2. Race to Old New York - 1:21
3. The Phantom Plains - 1:43
4. Code Red - 2:05
5. The Kiss - 4:15
6. Entrada - 0:55
7. Toccata and Dreamscapes - 8:30
8. Music for Dialogues - 2:19
9. Winged Serpent - 1:35
10. Zeus Cannon - 3:24
11. Flight to the Wasteland - 5:57
12. A Child Recalled - 2:26
13. The Eighth Spirit - 0:51
14. Dead Rain - 1:51
15. Blue Light - 3:30
16. Adagio and Transfiguration - 5:24
17. The Dream Within - Lara Fabian - 4:41
18. Spirit Dreams Inside - L'Arc~en~Ciel - 3:43

## Accoglienza
Il film ha ricevuto critiche molto positive per quanto riguarda l'aspetto tecnico e per il realismo nella caratterizzazione dei personaggi. Costato 137 milioni di dollari, Final Fantasy al box-office ha deluso le aspettative incassando solo 85 milioni di dollari, risultando uno dei maggiori flop commerciali della storia del cinema. L'inaspettato insuccesso del film (57 milioni di dollari di perdite) mandò quasi in bancarotta la Square Pictures.

## Riconoscimenti
- 2002 – Golden Reel Awards
  - Candidatura per il "Miglior montaggio sonoro in un film d'animazione"
- 2002 – Golden Trailer Awards
  - Candidatura per il "Miglior trailer"
- 2002 – Japan Media Arts Festival
  - "Premio della giuria"
- 2002 – Online Film Critics Society Awards
  - Candidatura per il "Miglior film d'animazione"
- 2002 – Saturn Award
  - Candidatura per il "Miglior edizione speciale DVD"
- 2002 – World Soundtrack Awards
  - Candidatura per la "Miglior canzone originale in un film" a The Dream Within

## Riferimenti alla serie videoludica
Nonostante il film presenti una trama completamente diversa e slegata da quella dei videogiochi della serie, al suo interno sono comunque visibili alcuni riferimenti alla serie videoludica.
- In due scene è osservabile una piccola sagoma di un chocobo, tipico uccello presente nella serie. La prima su una maglietta indossata dalla protagonista Aki Ross, la seconda su una valigia trasportata da un uomo.[19]
- Il personaggio del  Dottor Sid mantiene fede ad una tradizione della serie che vede spesso la presenza nei giochi di personaggi col nome Cid, questa volta però il nome è scritto con la "S" diversamente che con la "C". Un personaggio di nome Dottor Cid sarà invece presente in Final Fantasy XII.
- Hironobu Sakaguchi, celebre ideatore dei videogiochi di Final Fantasy, fa un cameo in una scena del film.[19]

## Aki Ross
Il film fu la base per il progetto di creazione di un primo vero attore virtuale: Aki Ross. Grazie infatti all'utilizzo di una computer grafica molto avanzata era possibile dare al personaggio creato un volto e delle fattezze molto realistiche che non sarebbero mai cambiate nel tempo. Era stato previsto che il personaggio di Aki Ross sarebbe potuta riapparire in altre produzioni, anche riguardanti media differenti, in grado quindi di assumere più ruoli proprio come gli attori in carne ed ossa. La nascita dell'attrice virtuale fece sollevare alcune polemiche nel mondo del cinema: Tom Hanks definì la cosa "una minaccia reale" per gli attori hollywoodiani, in quanto tale personaggio non avrebbe mai preteso un aumento di salario né sarebbe mai andato in vacanza, diventando troppo concorrenziale per gli attori veri. Neanche George Lucas credette molto nell'idea di attori in computer grafica. Tuttavia l'insuccesso del film al botteghino fece tramontare il progetto. Successivamente il personaggio di Aki Ross fece un'apparizione in un video dimostrativo di 1:15 minuti, presentato dalla Square Studios ai fratelli Wachowski al fine di concedergli la realizzazione del corto L'ultimo volo della Osiris, primo episodio del film Animatrix del 2003. Tale filmato fu poi incluso come bonus nel DVD del film.